# Dirección General de Programas Industriales
La Dirección General de Programas Industriales (DGPI) es el órgano directivo del Ministerio de Industria y Turismo, adscrito a la Secretaría de Estado de Industria, que tiene encomendada la tarea de diseñar los programas industriales y su gestión, control y evaluación, así como la gestión de los fondos nacionales de impulso a la industria.

## Historia
La Dirección General se estableció por Real Decreto 1009/2023, de 5 de diciembre, asumiendo algunas de las funciones de la extinta Dirección General de Industria y de la Pequeña y Mediana Empresa, que se desdoblaba en otros dos órganos directivos. En este sentido, esta nueva Dirección General asumió todo lo relacionado con el diseño de programas industriales y su gestión, control y evaluación, y la gestión de fondos nacionales de impulso a la industria.
La Dirección General se estructuró mediante cuatro subdirecciones generales —de Estrategia y Ecosistemas Industriales, de Calidad y Seguridad Industrial, de Emprendimiento y PYME y de Autonomía Estratégica Industrial— y también ejerce la tutela de las empresas públicas Empresa Nacional de Innovación (ENISA) y Compañía Española de Reafianzamiento (CERSA).

## Estructura
La Dirección General se estructura a través de los siguientes órganos directivos:
- La Subdirección General de Gestión y Ejecución de Programas Industriales, Innovación y Digitalización, a la que le corresponde la planificación, elaboración, coordinación, seguimiento técnico-económico y gestión administrativa y económico-financiera de los diferentes programas industriales del Ministerio, así como la dirección, coordinación, control y seguimiento del Fondo de Apoyo a la Inversión Industrial Productiva, así como la coordinación y seguimiento de la actividad de SEPI Desarrollo Empresarial, SA, S.M.E. (SEPIDES) en la gestión del Fondo.
- La Subdirección General de Seguimiento y Control de Programas Industriales, de Innovación y Digitalización, a la que le corresponde realizar el seguimiento administrativo y control sobre la base de criterios coordinados y homogéneos del cumplimiento de las obligaciones contraídas por los beneficiarios de las ayudas y el control del riesgo de las operaciones, así como la propuesta e implantación de medidas de gestión del riesgo en los programas industriales del Ministerio.
- La Subdirección General de Evaluación de Programas, a la que le corresponde realizar el análisis y la evaluación de los programas y actuaciones competencia de la Secretaría de Estado de Industria, así como el seguimiento de las inversiones del Plan de Recuperación, Transformación y Resiliencia competencia de la Secretaría de Estado.
- La Subdirección General para el Impulso de Proyectos Industriales, a la que le corresponde la dirección, coordinación, control y seguimiento del Fondo Español de Reserva para Garantías de Entidades Electrointensivas, así como la coordinación y seguimiento de la actividad de Cesce o de cualesquiera otras entidades gestoras de dicho instrumento en la gestión del Fondo; fomentar la inversión y el crecimiento de las empresas industriales, como instrumentos de mejora de la competitividad industrial, a través de un servicio de información y de apoyo a la financiación; la gestión del Registro del Consumidor Electrointensivo; y la colaboración con otros departamentos ministeriales en la ejecución de la política estatal en materia de incentivos económicos regionales en sus aspectos industriales.

Todas las subdirecciones generales se encargan, en el ámbito de sus competencias, de dar asistencia técnica a la persona titular de la Secretaría de Estado de Industria en la Conferencia Sectorial de Industria y de proponer y elaborar las iniciativas que correspondan en su ámbito de competencias.

## Titulares
- Jorge Arnau Llinares Sanjuan (2024-presente)[3]